# Chicago Bridge & Iron Company
Die Chicago Bridge & Iron Company (CB&I) war ein niederländisch-amerikanischer, international tätiger Anlagenbauer von petrochemischen Anlagen mit Sitz in Den Haag und operativer Hauptzentrale in The Woodlands, Texas. Das Unternehmen war auch an vielen Flüssigerdgas- und Kraftwerks-Projekten beteiligt.

## Geschichte

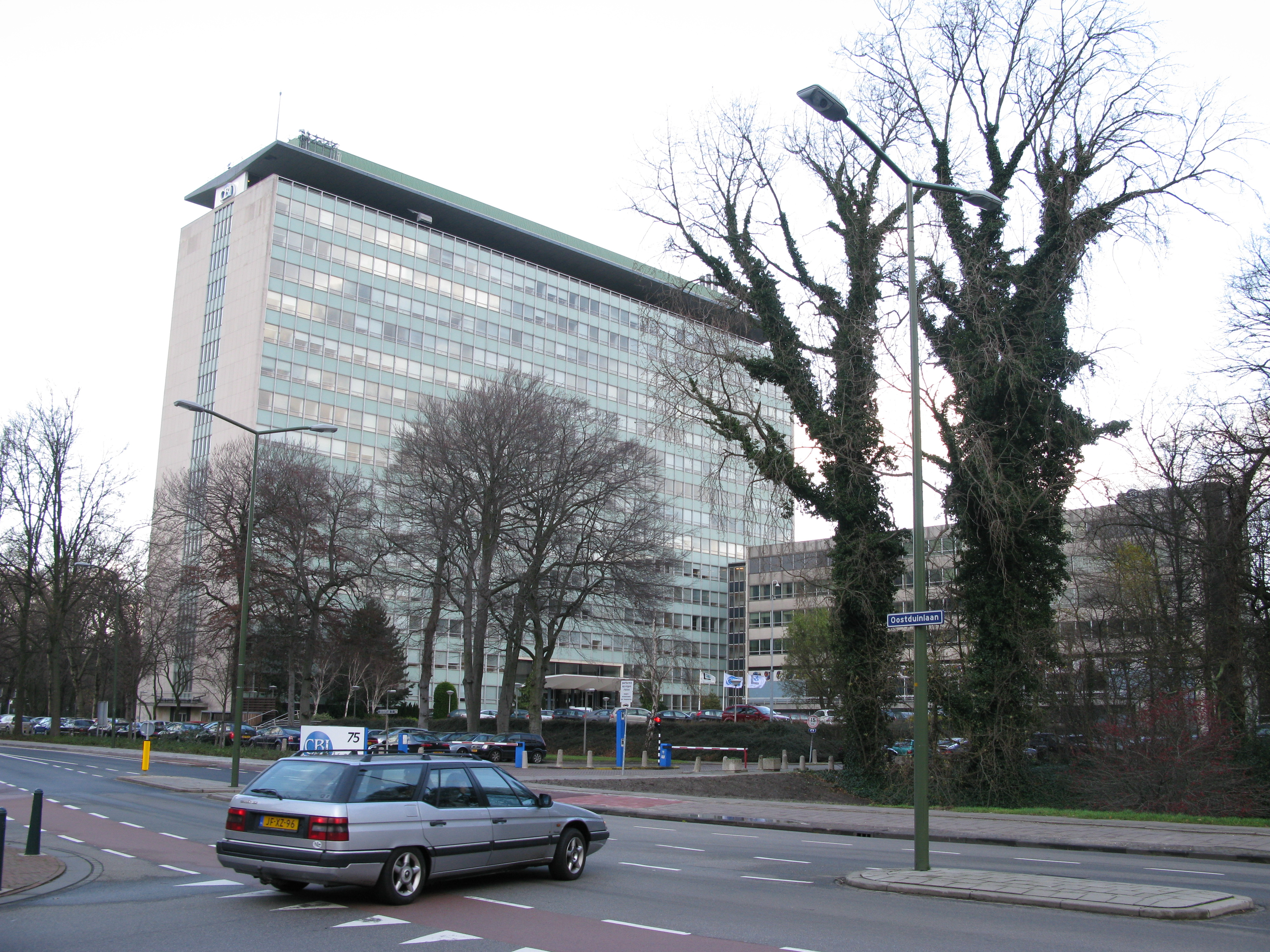
Ehemaliger Hauptsitz in Den Haag. Inzwischen ist das Unternehmen an einen neuen Standort innerhalb der Stadt umgezogen.

Das Unternehmen entstand 1889 in Chicago, als Horace E. Horton, Besitzer der Chicago Bridge & Iron Company, sich mit George und William Wheelock von der Kansas City Bridge and Iron Company zusammenschloss. Nach anfänglicher Tätigkeit im Brückenbau schwenkte das Unternehmen später zur Tankfertigung um. 1996 wurde CB&I von Praxair übernommen, welche das Unternehmen 1997 ausgründeten.
2007 übernahm CB&I die Lummus von ABB. 2011 kam das Lizenzgeschäft für petrochemische Prozesse von Royal Dutch Shell dazu.
Mit der Übernahme der Shaw Group im Februar 2013 wurde CB&I zu einem der weltgrößten Engineering-Procurement-Construction-Unternehmen.
Zum Ende des Geschäftsjahrs 2014 besaß CB&I Aufträge im Wert von 30,4 Mrd. $ in ihren Auftragsbüchern.
2016 ging das CB&I Tochterunternehmen „CB&I Stone & Webster“ für 229 Millionen US-Dollar an die Westinghouse Electric Company. „CB&I Stone & Webster“ umfasste das ehemalige Stone & Webster Geschäft für Kernenergieanwendungen, welches im Zuge des Kaufs der Shaw Group von CB&I übernommen wurde. Durch den Kauf von „CB&I Stone & Webster“  durch Westinghouse wurde  CB&I seinen Anteil an den Schwierigkeiten mit den Neubauprojekten Vogtle und Virgil C. Summer an Westinghouse los, aufgrund dieser Schwierigkeiten beantragte Westinghouse im März 2017 Gläubigerschutz nach Chapter 11.
Im Mai 2018 wurde die Fusion von CB&I mit McDermott International bekanntgegeben. Das fusionierte Unternehmen tritt seitdem als McDermott auf und die Börsennotierung der bisherigen CB&I wurde eingestellt.

## Entwicklungen
CB&I entwickelte den ersten Schwimmdachtank für die Ölindustrie (1923), den ersten kugelförmigen Druckbehälter (1923), den ersten Doppelhüllentank für Flüssiggas (1958), den größten Wasserbehälter aus Stahl (1986), die höchste Vakuumdestillationskolonne (1999) und den größten Wärmespeicher der Welt (2009).